# Leonidas Echagüe
Leonidas Echagüe (Paraná, Entre Ríos, 1832 - Buenos Aires, 1907) fue un político argentino, gobernador de la provincia de Entre Ríos en dos períodos, entre 1871 y 1875, y entre 1899 y 1903.

## Inicios
Era hijo del general y doctor Pascual Echagüe, nacido cuando éste llevaba unos meses ejerciendo como gobernador de la provincia de Entre Ríos, después de haber sido durante una década ministro del gobernador santafesino Estanislao López.
Cursó sus estudios en la ciudad de Paraná, subvencionado por el gobierno de la provincia. Cursó los estudios secundarios en Santa Fe, capital de la provincia de que su padre había sido gobernador entre 1842 y 1851. Se recibió de abogado en Córdoba hacia 1855 y se radicó en Paraná, capital de la Confederación Argentina.
Ejerció la docencia en Paraná, y acompañó a su padre cuando fue nombrado interventor federal en provincia de Mendoza en el año 1859, como secretario de gobierno.
Dos años más tarde fue el presidente de la municipalidad de Paraná. En 1864 fue el primer titular del juzgado federal de Paraná, cargo que ocupó durante siete años.
En 1870, al producirse el asesinato del gobernador entrerriano y expresidente Justo José de Urquiza, se pronunció contra la elección del general Ricardo López Jordán para sucederlo. Durante toda la primera guerra jordanista, apoyó desde su juzgado la intervención militar del gobierno de Domingo Faustino Sarmiento a su provincia. Juzgó a los prisioneros de guerra como traidores a la patria y les expropió sus bienes, algo expresamente prohibido por la Constitución Nacional.
Tras la breve gobernación de Emilio Duportal, colocado por una legislatura reunida sin participación de la mayoría federal, esa misma legislatura lo eligió gobernador de la provincia.

## Primer gobierno
Asumió el 31 de agosto de 1871. Su gobierno fue un gobierno «ilustrado»: organizó las municipalidades, fundó los pueblos de Chajarí y Hernandarias, inauguró el primer ferrocarril, entre Concordia y Monte Caseros. .
Pero la situación de la provincia bajo su gobierno fue vergonzosa: en las elecciones no podían participar los federales; ni siquiera se les permitió votar. Continuó la persecución contra los federales que había comenzado con la invasión militar, desplazándolos de todos los puestos públicos, incluso a los maestros y curas. Las tierras públicas fueron vendidas en subastas «públicas» de las cuales no participaban los federales, generalmente realizadas en Buenos Aires. Los colonos que manifestaran cualquier simpatía por el partido vencido eran expulsados de sus tierras. Y la policía, formada por militares de otras provincias, cometió toda clase de atropellos y crímenes.
Pronto, los federales – incluso los que no habían apoyado su primera rebelión – llamaron en su auxilio a López Jordán. En consecuencia, desde mayo de 1873 hasta finales de ese año, la provincia debió soportar otra guerra civil. El caudillo volvió a tener un apoyo popular enorme, pero fue vencido por su inferioridad militar, especialmente en armamento.

## Segundo gobierno
En mayo de 1875, al finalizar su mandato, fue elegido senador nacional, donde apoyó sin destacarse la política de los presidentes Nicolás Avellaneda y Julio Argentino Roca.
En 1884, cuando dejó el Senado, fue miembro del Superior Tribunal de Justicia de Entre Ríos. Fue el primer rector del Colegio Nacional de Paraná, cuya construcción había iniciado su gobierno.[cita requerida]
En 1899 fue elegido nuevamente gobernador por el partido conservador, sucediendo a Salvador Maciá. Favoreció la colonización rural y el avance del ferrocarril. [cita requerida]Ocupó el cargo hasta 1903.
El último cargo público que ejerció fue el de presidente de la convención reformadora de la constitución provincial. Se radicó en Buenos Aires, donde vivió sus últimos años en la pobreza.
Falleció en Buenos Aires en 1907.